# Corynomalus maximus
Corynomalus maximus là một loài bọ cánh cứng trong họ Endomychidae. Loài này được Bates miêu tả khoa học năm 1861.